# Maze War
Maze War (també conegut com The Maze Game, Maze Wars, Mazewar or simplement Maze) és un videojoc d'ordinador de 1973 que va originar o disseminar una sèrie de conceptes utilitzats en milers de jocs que el van seguir, i es considera un dels primers exemples o progenitors dels videojocs d'acció en primera persona. Hi ha incertesa sobre la seva data de llançament exacta, alguns la situen abans de Spasim, el primer joc d'acció en primera persona amb una data de publicació coneguda.
Encara que el gènere d'acció en primera persona no es va cristal·litzar durant molts anys, Maze War va influir els jocs en primera persona en altres gèneres, particularment als RPGs. L'estil de vista de Maze War va ser adoptat per primera vegada a Moria el 1975, un RPG primerenc del sistema PLATO, i més popularitzat per Ultima i Wizardry, eventualment, apareixent en jocs de format de bits com Dungeon Master, Phantasy Star, Eye of the Beholder i una infinitat més.
El joc és senzill per estàndards posteriors. Els jugadors passegen per un laberint, sent capaços de moure's enrere o cap endavant, girant cap a la dreta o cap a l'esquerra amb augments de 90 graus, i mirar al voltant de les cantonades a través de les portes. El joc també utilitza simples moviments en estil de rajoles, on el jugador es mou de quadrat a quadrat. Altres jugadors són vistos en els seus noms, figures o ulls posteriors a la versió de Xerox. Quan un jugador veu un altre, poden disparar o afectar-los de manera negativa. Els jugadors guanyen punts per disparar a altres jugadors i perden-los per ser disparats. Algunes versions (com el port X11) tenien un mode trampa on el jugador que executa el servidor podria veure les posicions dels altres jugadors al mapa. La versió original de MIT Imlac tenia claus trucades per eliminar una paret a la còpia local del jugador de Imlac, que permetia caminar per les parets tal com ho veien els altres jugadors. De tant en tant en versions posteriors, un ànec també apareixia al passatge.